# Johann Adam Hops
Johann Adam Hops (* 31. Juli 1708 in Mietingen; † um 1775) war ein deutscher Bildhauer.

## Leben und Werke
Hops war das älteste von zwölf Kindern des Bildhauers Johannes Hops und dessen Ehefrau Margarethe, geb. Ehrmann oder Ehrenmann. Wahrscheinlich absolvierte er seine Ausbildung bei seinem Vater. Er schloss vor 1732 eine Ehe. Mindestens bis zu seiner Heirat in Mietingen ansässig, suchte Hops am 5. Oktober 1736 in Sigmaringen um das Bürgerrecht nach, das er auch erhielt.
Zu seinen Werken gehören eine Figur des heiligen Joseph mit Jesuskind in der Schlosskapelle in Dellmensingen, die die Signatur „J. Adam Hobs 1730“ trug, sowie ein heiliger Johannes Nepomuk in der Laupheimer Pfarrkirche, dessen Signatur J. A. H. 1734 lautet. Die Dellmensinger Figur hatte 1986 offenbar ihren Ort gewechselt. Ulrike Kern erklärte in ihrem Aufsatz über die Bildhauerfamilie Hops, sie wisse nicht, wo der Joseph mit Jesuskind hingeraten sei. Dafür stellte sie fest, dass etliche Bildwerke in der Mietinger Kirche auf Johann Adam Hops zurückgehen: eine Anna selbdritt und ein heiliger Nepomuk, der seinen Platz allerdings in der Sakristei habe. Ferner nennt sie einen heiligen Nepomuk in Hüttisheim von 1734 sowie eine Anna mit Marienkind in Äpfingen, einen Grabchristus in der Laupheimer Leonhardskapelle und einen Christus von 1764 im Laupheimer Heimatmuseum.
Johann Adam Hops gilt als weniger bedeutender Künstler als manche seiner Familienmitglieder; im Gegensatz zu seinen beiden bekannten Brüdern Franz Magnus und Josef Anton hatte er aber Nachkommen, die das künstlerische Erbe der Familie weitertrugen: Unter seinen zwölf Kindern waren zwei Söhne, die wiederum Bildhauer wurden.